# Аборты на Шри-Ланке
Аборт на Шри-Ланке запрещён законом, за исключением случаев, когда он необходим для спасения жизни беременной матери. Наказывается лишением свободы на срок до трёх лет.
Попытки либерализовать закон об абортах в 1995, 2011 и 2013 годах не увенчались успехом. 
Согласно одному из докладов ООН за 1998 год, уровень абортов в стране составляет 45 на каждую 1000 женщин репродуктивного возраста. 
Несмотря на закон, мифепристон и мизопростол (средства для медикаментозного аборта) можно купить под прилавком во многих аптеках.